# 枯木庵树腹题刻
枯木庵树腹题刻，位于中国福建省福州市闽侯县大湖乡雪峰寺旁，为一个省级文物保护单位，类型为古建筑及历史纪念建筑物，为第二批福建省文物保护单位，公布时间为1985年10月11日。
枯木庵树腹题刻的历史年代为唐。